# Clemensia nubila
Clemensia nubila là một loài bướm đêm thuộc phân họ Arctiinae, họ Erebidae.